# Vireo brevipennis
El vireo pizarroso (Vireo brevipennis), también denominado vireo pizarra (en México) o vireo oscuro, es una especie de ave paseriforme de la familia Vireonidae perteneciente al numeroso género Vireo. Es endémico de México.

## Distribución y hábitat
Se encuentra en los bosques de roble de tierras altas del centro sur de México.
Su hábitat preferencial son los matorrales secos tropicales y subtropicales.

## Subespecies
Según la clasificación del Congreso Ornitológico Internacional (IOC) (Versión 6.2, 2016) se reconocen 2 subespecies, con su correspondiente distribución geográfica:
- Vireo brevipennis brevipennis (Sclater, 1858) - centro de México desde Jalisco y  Colima hacia el este hasta Morelos, Veracruz y Oaxaca.

- Vireo brevipennis browni (Miller & Ray, 1944) - suroeste de México (Guerrero).

La clasificación Clements checklist v2015 no reconoce subespecies.